# Pieter Lastman

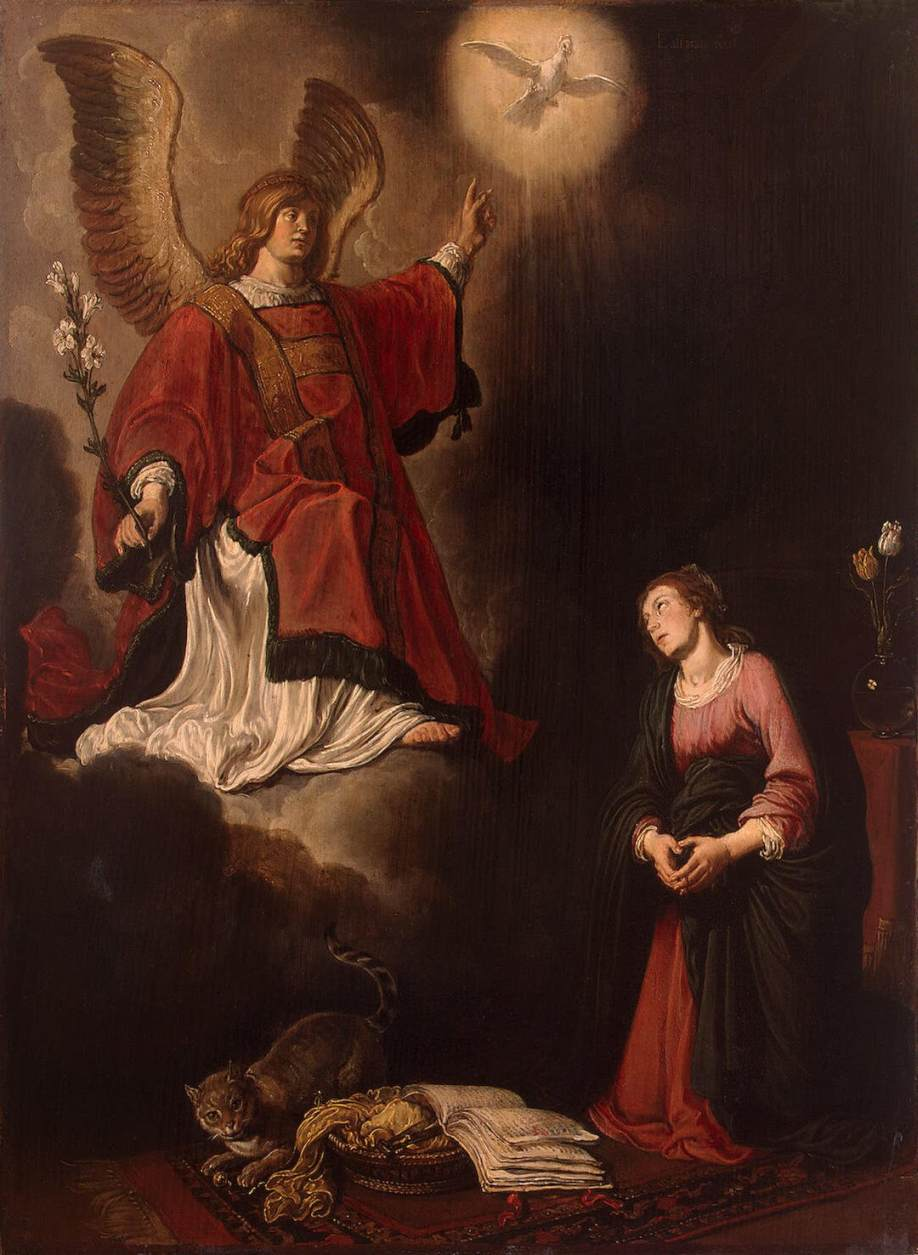
Annunciazione (1618)

Pieter Lastman (Amsterdam, 1583 – Amsterdam, 4 aprile 1633) è stato un pittore, incisore e miniaturista olandese esponente principale del gruppo dei Pre-Rembrandtisti.

## Biografia
Apprese l'arte della pittura da Gerrit Pietersz Sweelink.
Nel 1603 visitò l'Italia, in particolare Roma, dove rimase fino al 1605 o al 1607 ed ebbe possibilità di conoscere direttamente le opere del Caravaggio e di Adam Elsheimer, fondamentali per la sua formazione artistica.
Divenuto seguace di Elsheimer, optò per una maniera più espressiva e di maggior forza drammatica, rappresentando soggetti storici con accenti realistici e attenzione alla psicologia dei personaggi, nei quali si nota l'influenza del Caravaggio.
Al suo ritorno nei Paesi Bassi divenne un elemento di spicco nell'ambiente artistico di Amsterdam, dove rimase fino alla morte.
Oltre a soggetti di natura storica, mitologica e religiosa, rappresentò anche paesaggi e architetture.
Ebbe numerosi allievi tra cui Bartholomeus Breenbergh, Nicolaes Lastman, suo fratello minore, Jan Lievens, Salomon Koninck, Pieter Nedek, Rembrandt, Jan Rotius. Fu fondamentale la sua influenza su Lievens e Rembrandt.

## Alcune opere
- Viaggio di Abramo a Canaan, olio su tela, 72 x 122 cm, 1614, Museo dell'Ermitage, San Pietroburgo[5]
- Oreste e Pilade discutono presso l'altare, olio su tavola, 83 x 126 cm, 1614, Rijksmuseum, Amsterdam[6]
- Susanna e i vecchioni, olio su tavola, 42 x 58 cm, 1614, Staatliche Museen, Berlino[7]
- Sacrificio di Isacco, olio su tavola, 36 x 42 cm, 1616, Museo del Louvre, Parigi[4][8]
- Annunciazione, olio su tavola, 56 x 39 cm, 1618, Museo dell'Ermitage, San Pietroburgo[4]
- Giunone scopre Giove con Io, olio su tavola, 54 x 78 cm, 1618, National Gallery, Londra[9]
- Ulisse e Nausicaa, olio su tavola, 91,5 x 117,2 cm, 1619, Alte Pinakothek, Monaco di Baviera[10]
- Trionfo di Mordecai, olio su tavola, 1624, Rembrandthuis, Amsterdam[1]
- Raffaele e Tobia con il pesce, olio su tavola, 34,3 x 59 cm, 1625 c., Szépmûvészeti Múzeum, Budapest[11]